# Włodzimierz Missol

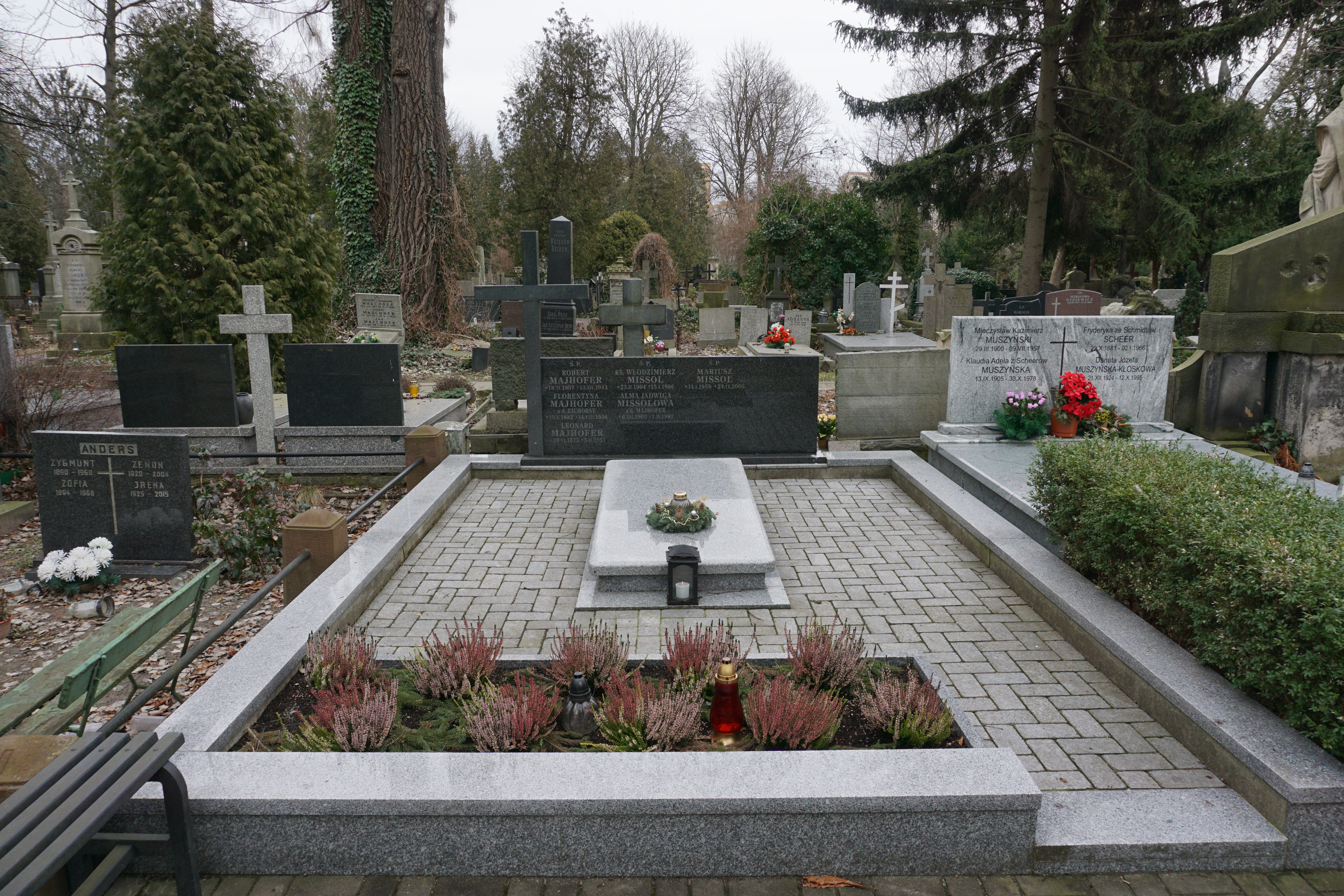
Grób Włodzimierza Missola na cmentarzu ewangelicko-augsburskim w Warszawie

Włodzimierz Ryszard Missol (ur. 23 lutego 1904 w Rypinie, zm. 15 stycznia 1986 w Piasecznie) – polski duchowny luterański.

## Życiorys
Urodzony jako Waldemar Wilhelm Missol. Uzdolniony muzycznie, w młodości uczył się gry na fortepianie i na organach u prof. Lewickiego, następnie pracował jako kantor i organista na Lubelszczyźnie. Był ponadto poetą amatorem. Po studiach na Wydziale Teologii Ewangelickiej Uniwersytetu Warszawskiego został ordynowany na duchownego 13 marca 1932 r. i pracował jako prefekt w Państwowym Seminarium Nauczycielskim w Działdowie, przygotowującym polskich nauczycieli dla ludności mazurskiej w powiecie i jednocześnie jako administrator miejscowej parafii ewangelicko-augsburskiej. W 1938 r. został administratorem parafii ewangelickiej w Warszowicach koło Pszczyny. Podczas okupacji niemieckiej w 1939 r. został aresztowany i osadzony na 2 miesiące w obozie pod Norymbergą (według innej wersji był więziony w Raciborzu). Po zwolnieniu był pastorem polskiej parafii ewangelicko-augsburskiej w Radomiu, jednej z kilku dopuszczonych do istnienia przez okupanta, skupiającej również uchodźców i wysiedlonych z Polski zachodniej i północnej, także ewangelików reformowanych. Swoim parafianom w warunkach wojennych starał się nieść pomoc moralną w duchu chrześcijańskim i patriotycznym.
1 kwietnia 1949 r. objął administrację parafii w Poznaniu, 28 października 1951 r. został wybrany proboszczem. Mieszkał w domu Polskiego Towarzystwa Ewangelickiego przy ul. Kossaka 9. Wraz z radą parafialną starał się bezskutecznie o rewindykację jednego z przedwojennych kościołów poewangelickich. Mimo trudnych warunków lokalowych, ograniczonych do dawnej kaplicy cmentarnej, dbał o rozwój życia muzycznego zboru poprzez organizowanie koncertów. W 1949 r. wznowił odprawianie nabożeństw ewangelickich w Gnieźnie, w dzielonej z katolikami kaplicy szpitala Dziekanka. W 1955 r. odzyskał kaplicę cmentarną w Chodzieży, w której odbywają się nabożeństwa miejscowego filiału. Ponadto obsługiwał filiał w Lesznie. Za ofiarną pracę w sytuacji diaspory ks. Włodzimierz Missol był ceniony przez parafian. W 1960 r. złożył urząd duchownego i zamieszkał w Piasecznie koło Warszawy. 
Jego żoną i współpracowniczką była Alma Missol z d. Majhofer, lekarz stomatolog (zm. 1 lutego 1987 r.). Zostali pochowani na cmentarzu ewangelicko-augsburskim w Warszawie (aleja 11, grób 38a).